# Anthriscus glacialis
Anthriscus glacialis là một loài thực vật có hoa trong họ Hoa tán. Loài này được Lipsky mô tả khoa học đầu tiên năm 1904.